# Окамвиль (Верхняя Гаронна)
Окамви́ль (фр. Aucamville, окс. Aucamvila) — коммуна во Франции, находится в регионе Юг — Пиренеи. Департамент — Верхняя Гаронна. Входит в состав кантона Тулуза-14. Округ коммуны — Тулуза.
Код INSEE коммуны — 31022.

## География
Коммуна расположена приблизительно в 590 км к югу от Парижа, в 8 км к северу от Тулузы.
На востоке коммуны протекает река Эр-Мор.

## Климат
Климат умеренно-океанический. Зима мягкая и снежная, весна характеризуется сильными дождями и грозами, лето сухое и жаркое, осень солнечная. Преобладают сильные юго-восточные и северо-западные ветры.

## Население
Население коммуны на 2010 год составляло 8049 человек.
| 1962 | 1968 | 1975 | 1982 | 1990 | 1999 | 2010 |
| ---- | ---- | ---- | ---- | ---- | ---- | ---- |
| 2091 | 2401 | 2541 | 2826 | 3807 | 5532 | 8049 |

## Администрация
| Период | Период | Фамилия        | Партия                  | Примечания |
| ------ | ------ | -------------- | ----------------------- | ---------- |
| 1971   | 1977   | Реймон Казалан | Разные правые           |            |
| 1977   | 1983   | Клод Корнак    | Социалистическая партия |            |
| 1983   | 2004   | Морис Каню     | Социалистическая партия |            |
| 2004   | 2020   | Жерар Андре    | Социалистическая партия |            |

## Экономика
В 2010 году среди 5572 человек трудоспособного возраста (15—64 лет) 4521 были экономически активными, 1051 — неактивными (показатель активности — 81,1 %, в 1999 году было 74,4 %). Из 4521 активных жителей работали 4046 человек (2065 мужчин и 1981 женщина), безработных было 475 (199 мужчин и 276 женщин). Среди 1051 неактивных 436 человек были учениками или студентами, 318 — пенсионерами, 297 были неактивными по другим причинам.

## Города-побратимы
- Фоссальта-ди-Портогруаро (Италия, с 1990)

## Фотогалерея
- Окамвиль
- Мэрия
- Церковь
- Карта коммуны